# Racek Doubravský z Doubravy
Racek Doubravský z Doubravy, též Roderich Dubravius (asi 1470 – 3. srpna 1547) byl český právník a latinsky píšící spisovatel, představitel humanismu, autor známé polemiky s Martinem Lutherem a latinského překladu českého zřízení zemského.

## Životopis
Vzdělání získal v Německu a Itálii, zejména v Bologni, kde byl žákem řečníka Jana Garzona. V Bologni se podle všeho stal doktorem veškerých práv. Byl blízkým přítelem Bohuslava Hasištejnského z Lobkovic. Své dílo De componendis epistolis přímo Hasištejnskému věnoval. Ten zase napsal zvláštní oslavnou báseň na Doubravského latinskou skladbu o mytické hrdince Vlastě (Vlastae Bohemicae historia) a rovněž ji přeložil do češtiny. Roku 1525 vydal svou polemiku s Lutherovým učením pod názvem Annotationes in epistolam D. Pauli ad Galatas. Jde o polemiku s Lutherovým spisem De instituendis ministris, a to sice z katolických pozic, ale jde spíše o polemiku právní než teologickou. Nejslavnějším jeho dílem se však stal jeho latinský překlad prvního českého zřízení zemského, které bylo vydáno roku 1500. Právě tento překlad, nazvaný Constitutiones terrae, byl roku 1527 předán nově zvolenému králi Ferdinandovi I. jako dar vítající ho v Čechách. Jeho dalšími významnými díly jsou Libellus de componendis epistulis (Knížka o skládání dopisů, 1501) a Libellus grammatice Nicolai Perotti. Doubravský zemřel v Praze a byl pochován v kostele sv. Jakuba.